# Festuca deserti
Festuca deserti là một loài thực vật có hoa trong họ Hòa thảo. Loài này được (Coss. & Durieu) Trab. mô tả khoa học đầu tiên năm 1895.